# Taveuni Ofisa
Taveuni Ofisa (* 14. Juli 1964) ist ein samoanischer Gewichtheber. 
Er trat bei den Olympischen Sommerspielen 1988 in Seoul im Wettbewerb Gewichtheben im Leichtgewicht an. Er erreichte Platz 18.